# Maria Isern Torres
Maria Isern Torres, coneguda pel nom encobert de Maria Perelló Amengual (Mallorca, 1993), és una agent de policia i criminòloga mallorquina, membre del cos de Policia espanyola. El 14 de juliol de 2023, una investigació periodística de La Directa va destapar la seva actuació com a agent infiltrada durant més de tres anys en moviments socials de l'independentisme, l'antiracisme i el dret a l'habitatge de Girona i Salt.
El seu cas va suposar el quart agent informador destapat per la premsa, que pertany a l'onada d'infiltracions de policies espanyols en moviments socials dels Països Catalans del 2020. Durant la infiltració va mantenir una relació sentimental estable amb un activista gironí encausat pel tall de les vies de l'AVE en el primer aniversari del referèndum del Primer d'Octubre, qui desconeixia la seva autèntica tasca i ocupació.

## Trajectòria
Isern va estudiar el grau de Criminologia i Polítiques Públiques de Prevenció a la Universitat Pompeu Fabra de Barcelona entre el 2012 i el 2015. Més tard, es va formar a l'Escola Nacional de Policia d'Àvila durant el 2017 i el 2018 i es va graduar en la 33a promoció del Cos de Policia espanyola, juntament amb altres companys que esdevindrien infiltrats, com ara Ignacio José Enseñat («Marc Hernàndez Pons»), Daniel Hermoso Pérez («Daniel Hernàndez Pons») i R.M.F. («Ramón Martínez Hernàndez»). Després de cursar un any de formació teòrica i 10 mesos de pràctica, la Comissaria General d'Informació del cos la va escollir per dur a terme una missió a comarques gironines. Així doncs, el març de 2020, va arribar al nou destí provinent de Palma i, aprofitant la interrupció del confinament de la pandèmia de COVID-19, va començar a assistir presencialment als cursos que impartia l'escola Aure Formació per preparar les proves d'accés a la universitat per a majors de 25 anys. Passat aquell estiu, es va matricular al grau d'Educació social de la Universitat de Girona, mitjançant documentació falsa proporcionada pel Ministeri de l'Interior espanyol que dirigia el ministre Fernando Grande-Marlaska. De fet, no va desenvolupar cap feina fixa a Girona i, segons ella, podia fer-se càrrec de les despeses acadèmiques gràcies als estalvis acumulats de feines temporals d'estiu al Club Nàutic de Palma.
El 7 de juny de 2020 va participar en la seva primera acció encoberta d'activista a la Tancada per Drets, una acció que reivindicava «pa, sostre, papers i treball» pels migrants menors no acompanyats mitjançant una tancada col·lectiva a l'aula de la facultat d'Educació de la Universitat de Girona. El seu paper en el moviment antiracista va continuar i, el 24 de juny, va liderar una excursió amb els joves migrants de la tancada. A partir d'aleshores el seu pes en àmbits de militància va seguir creixent. El 7 de març de 2022 va ser part integrant de la reunió amb els advocats Montserrat Vinyets i Benet Salellas, on es va definir l'estratègia de defensa dels imputats del cas 21 Raons, en un judici previst pel 28 de març que finalment es va suspendre. Un mes després, el 21 d'abril, es va inscriure a l'Escola de formació Guillem Agulló, així com altres activitats de defensa de la cultura i la llengua catalana d'Òmnium Cultural, coincidint que la seva parella treballava a la seu nacional de Barcelona com a coordinador del projecte (Re)voltes. En el marc d'aquest projecte va participar en una ruta per les escoles de Salt per denunciar la segregació escolar que s'hi viu. A més a més, durant els tres anys d'infiltració, va participar en mobilitzacions del Sindicat d'Habitatge de Salt, en assemblees obertes i manifestacions contra la detenció de Pablo Hasél i activitats de l'Ateneu Popular Salvadora Catà. En aquest darrer espai va voler formar part del grup de kick-boxing però se li va vetar l'accés al gimnàs perquè estava restringit a grups bombolla, pretensió que també va ser manifestada per a la Coordinadora de Feminismes 8-M Girona.
Durant la seva estada a Girona com a talp va mantenir una relació sentimental estable amb Òscar Campos, un dels activistes encausats a la macrooperació 21 Raons, en què quatre activistes s'enfronten a una petició fiscal de quatre anys de presó i 12.150 euros de multa cadascun. Se l'acusa d'haver tallat la circulació de la línia de trens d'alta velocitat AVE al seu pas per Girona durant el primer aniversari del referèndum sobre la independència de Catalunya de 2017. El vincle amorós va començar en una barbacoa organitzada al pis de lloguer que tenia ella en un edifici d'apartaments turístics del carrer del Portal Nou de la ciutat. Campos va ser convidat a l'àpat com a germà d'una de les noies amb qui Isern havia establert amistat a l'escola Aure Formació. La relació es va consolidar al llarg del temps i van fer viatges de vacances en furgoneta camperitzada per llocs com Astúries i la Catalunya del Nord. Així mateix, en el darrer any i escaig, ja compartien residència comuna vivint al pis d'ella.
El rumb de la seva activitat encoberta es va tòrcer el juny de 2022 coincidint amb la descoberta d'Ignacio José Enseñat Guerra (àlies «Marc Hernàndez Pons»), un altre agent de policia infiltrat als moviments socials de Catalunya. En aquell instant, Isern va esgrimir la necessitat de marxar urgentment a Palma per ser al costat del seu pare que patia càncer. No obstant això, la relació es va mantenir a distància a través de missatgeria mòbil fins que, el 14 de juliol de 2023, el periòdic La Directa va destapar la seva autèntica identitat. Durant aquest lapse de temps, hi va haver una única trobada presencial de la parella, l'octubre de 2022 a Girona, en ocasió de les Fires de Sant Narcís.

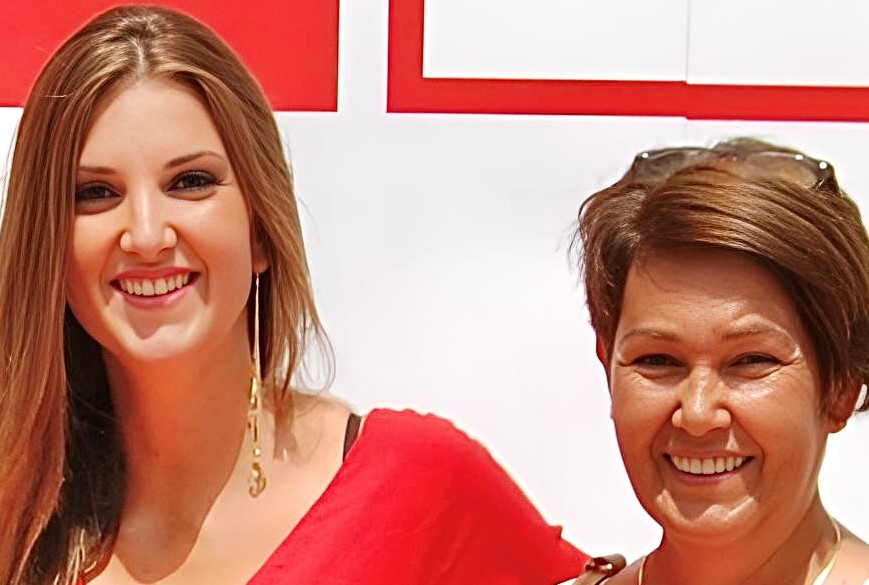
Maria Isern Torres i la seva mare, Bàrbara Torres Seguí, còmplice del cas d'infiltració, en la cerimònia de graduació a la Universitat Pompeu Fabra l'any 2015.

El seu germà, Rafael Isern Torres, també forma part del cos d'ençà del 2011, concretament de la plantilla d'agents de la Prefectura de les Illes Balears, i s'ha manifestat partidari de les mobilitzacions del sindicat ultraespanyolista Jusapol. La seva mare, Bàrbara Torres Seguí, també es va fer públic que havia participat com a còmplice de l'entramat policial de la seva filla, hostatjant Òscar Campos al seu domicili d'Establiments, a Palma, i fingint que tots els documents gràfics d'infantesa de la seva filla s'havien perdut en un incendi de la seva habitació.

## Reaccions
El 14 de juliol es va convocar una roda de premsa davant la Subdelegació del Govern espanyol a Girona i el portaveu de l'organització antirepressiva Alerta Solidària, Martí Majoral, va anunciar que emprendria accions legals per aquest nou cas d'espionatge. Al seu torn, Òscar Campos, la parella enganyada per Isern, va criticar l'actuació «sense escrúpols ni sentiments» tant de l'agent de policia com de l'Estat espanyol. També va manifestar que «hem descobert un talp, avui ens reunim per destapar i fer públic que hi ha hagut una infiltrada a la ciutat de Girona i a Salt, la persona que ha viscut amb mi sota el mateix sostre durant més de dos anys amb el nom de Maria Perelló» i va instar les parts presents a convertir «en ràbia, en organització i lluita» les llàgrimes provocades pel xoc emocional que ha suposat la descoberta. Per acabar, Sílvia Rispau, en representació dels moviments afectats, va criticar que aquesta pràctica d'espionatge anés a càrrec del «govern de l'estat espanyol més progressista de la història» i va constatar «que l'estat no té cap límit ni cap escrúpol ho sabíem i ho havíem experimentat abans, però ens repugna igual».
Aquell mateix dia, l'alcalde de Girona, Lluc Salellas, va publicar una piulada a twitter en la que va mostrar solidaritat amb «totes les lluitadores gironines que porten anys al carrer defensant causes justes». Immersos en campanya de les eleccions generals espanyoles de 2023, diversos caps de llista catalans van voler donar la seva opinió. La candidata per Junts, Míriam Nogueras, va acusar l'Estat espanyol de «fabricar proves falses i infiltrar policies» només per combatre l'independentisme i va sentenciar dient que «això és propi de règims autoritaris». El cap de llista del PDeCAT-Espai CiU, Roger Montañola, va assenyalar que «no es pot ser favorable a aquesta mena d'accions» perquè «no aporten cap benefici ni generen credibilitat al sistema» i, paral·lelament, va considerar que la dimissió de Grande-Marlaska s'hauria d'haver consumat feia temps. Al seu torn, la cap de llista de Sumar-En Comú Podem, Aina Vidal, es va comprometre a demanar d'explicacions al ministre i, sobre ell, també va considerar que hauria d'haver presentat la dimissió temps enrere. Finalment, el cap de llista del Partit Popular a Catalunya, Nacho Martín Blanco, va justificar la intervenció policíaca partint de la premissa que no s'endega una operació d'aquestes característiques «per raons supèrflues o arbitràries» i el ministeri «ho fa amb un mandat judicial i amb un criteri raonable de perillositat. És normal, és el que fan a tots els països democràtics del món».
El 20 de juliol es va convocar a Girona una manifestació contra la tortura de les infiltracions de la policia amb el lema de pancarta «Que se'n vagin! Fora forces d'ocupació. Maria Isern Torres. #GironaInfiltrada». Més de 500 persones van assistir a l'acte i diversos col·lectius hi van donar suport, com ara la facultat d'Educació de la Universitat de Girona, el sindicat de l'habitatge i un col·lectiu antiracista, els quals van ser espais on va participar l'agent descoberta. La manifestació va començar a la plaça de l'U d'Octubre, al costat de la Subdelegació del govern espanyol a Girona, indret on els participats van llegir diversos manifestos de condemna. La marxa va recórrer l'avinguda de la Gran Via de Jaume I fins a arribar als Jutjats de Girona, per posteriorment travessar el riu Onyar i acabar davant de la Comissaria de la Policia espanyola, situada al carrer de Santa Pau, amb la crema de fotografies de l'agent encoberta. Al llarg de la manifestació els congregats van cridar consignes contra el govern espanyol i el ministre de l'Interior, Fernando Grande-Marlaska, considerats els responsables de la situació de tortura patida a l'entorn per culpa de la infiltració.
El 31 de juliol es va realitzar una conferència de premsa a les escales de la plaça Major de Palma per comunicar que vint entitats de Mallorca s'havien adherit al manifest que demanava la destitució o dimissió del ministre Grande-Marlaska i convocava a participar, el 3 d'agost a les 19 hores, a una concentració amb el lema «Contra l'espionatge d'Estat, organització popular. Que se'n vagin. Fora les forces d'ocupació» davant la seu de la Delegació del Govern d'Espanya a les Illes Balears, situada a Palma. L'acte va mostrar el rebuig i la indignació dels moviments socials de l'illa cap a una pràctica reiterada d'espionatge fent ús d'agents de policia mallorquins i menorquins. L'acte estava previst pel 20 de juliol però la Delegació del govern espanyol a les Illes i la Junta Electoral la van prohibir perquè es trobava convocada dins del període de campanya electoral. Entre les entitats convocants hi va haver l'Esquerra Independentista de Mallorca, amb Alerta Solidària al capdavant, i els sindicats STEI-i i UOB.
El 18 de setembre es van aprovar mocions a l'Ajuntament de Girona i de Salt per declarar la policia infiltrada persona non grata als dits municipis. A la capital del Gironès, la moció va ser presentada per l'Ateneu Popular Salvadora Catà i va rebre els vots favorables de Guanyem Girona (8), Junts (6) i ERC (3), l'abstenció del PSC (8) i el vot en contra de PP (1) i Vox (1). El text aprovat també va reclamar a la Conselleria de Recerca i Universitats de la Generalitat de Catalunya que obrís una investigació per quantificar el cost econòmic a l'erari públic que va comportar la plaça que va ocupar il·legítimament com a estudiant universitària. Durant la votació, es va realitzar, davant del consistori, una concentració de suport a la moció que va aplegar a desenes de manifestants. Paral·lelament, a la ciutat de Salt, la moció va ser presentada pel grup municipal IPS-CUP (2) i va ser aprovada juntament amb els vots d'ERC (5) i Junts (4), mentre que el PSC (4) i Vox (4) hi van votar en contra. Des del 14 de juliol fins al moment, ajuntaments com el d'Olot, Banyoles, Figueres i Sant Julià de Ramis havien aprovat mocions de rebuig a l'actuació d'infiltració orquestrada pel govern espanyol.

## Agents de policia relacionats
- Carlos Pérez Moreno
- Daniel Hermoso Pérez
- Ignacio José Enseñat Guerra
- Lucía Rodríguez de Ves
- María Victoria Canillas Sánchez
- Ramón Muñoz Fernández
- Sergio Gigirey Amado
- Álvaro Gaztelu Alcaire